# Utrecht Network
Utrechtská síť (anglicky Utrecht Network) je asociace evropských vysokých škol, sdružující 28 členů reprezentujících 31 univerzit. Ty v rámci široce pojaté spolupráce realizují řadu aktivit: 
- letní tematické školy a kursy
- studentskou výměnu v rámci Evropy
- společné studijní plány a tituly v rámci Evropy
- kooperaci ve výzkumu a výměně doktorandů a výzkumných pracovníků mezi asociovanými laboratořemi

Kromě toho konsorcium podporuje spolupráci s vysokými školami i v USA a Austrálii.

## Členové sítě
Belgie
- Universiteit Antwerpen, Antwerpy

Česká republika
- Masarykova univerzita, Brno

Dánsko
- Aarhus Universitet

Estonsko
- Tartu Ülikool

Finsko
- Helsingin Yliopisto, Helsinki

Francie
- Université Lille Nord de France, Lille
- Universités de Strasbourg (Université Louis Pasteur - Strasbourg I; Université Marc Bloch - Strasbourg II; Université Robert Schuman - Strasbourg III)

Holandsko
- Universiteit Utrecht/Hogeschool voor de Kunsten

Irsko
- National University of Ireland, Cork

Island
- Islandská univerzita, Reykjavík

Itálie
- Università degli studi di Bologna, Bologna

Litva
- Vilniaus Universitetas, Vilnius

Lotyšsko
- Latvijas Universitāte, Riga

Maďarsko
- Eötvös Loránd Tudományegyetem, Budapešť

Malta
- L-Università ta' Malta, Msida

Německo
- Universität Leipzig
- Ruhr-Universität Bochum

Norsko
- Universitetet i Bergen

Polsko
- Uniwersytet Jagielloński, Krakov

Portugalsko
- Universidade de Coimbra, Coimbra

Rakousko
- Karl-Franzens-Universität Graz, Štýrský Hradec

Rumunsko
- Universitatea Alexandru Ioan Cuza, Iaşi

Řecko
- Aristotéleio Panepistimio Thessaloníkis, Thessaloniki

Slovensko
- Univerzita Komenského, Bratislava

Slovinsko
- Univerza v Ljubljani

Španělsko
- Universidad Complutense, Madrid

Švédsko
- Lunds Universitet, Lund

Švýcarsko
- Universität Basel, Basilej

Velká Británie
- University of Hull
- Queen's University, Belfast